# 限制器

軟削波和硬削波的比較

电子学中的限制器（limiter）是允許特定信號通過的電路，信號的量值或功率小於一定值時可以通過，但會衰減量值或功率大於該數值的信號。限制器屬於动态范围压缩。削波是極致版本的限制功能。
信號限制是指使信號振幅不會超過特定值的過程。
在現場音響及廣播應用中，常見有限制器的應用，避免發生突發的音量變大。在聲音放大系統（例如功率級调音台和放大器）及一些低音放大器的保護設備中，也會用到限制器，以避免失真或揚聲器損壞。